# (293985) Franquin
(293985) Franquin est un astéroïde de la ceinture principale.

## Description
(293985) Franquin est un astéroïde de la ceinture principale. Il fut découvert le 13 octobre 2007 à l'observatoire de Saint-Sulpice par Bernard Christophe. Il présente une orbite caractérisée par un demi-grand axe de 2,57 UA, une excentricité de 0,05 et une inclinaison de 5,6° par rapport à l'écliptique.
Il est nommé d'après André Franquin.